# José Francisco Aldeguer
José Francisco Aldeguer Valenzuela (Guardamar del Segura, 1965) es un entrenador de balonmano.

## Jugador y monitor deportivo
Aldeguer creció en Elche y estudió en el C.P. Aparisi Guijarro, practicando fútbol y balonmano, llegando a jugar en los equipos juveniles del Elche C.F., y posteriormente en el Alicante y el Thader de Rojales, donde se proclamó máximo goleador de 1ª regional.
Como entrenador, en 1987, empezó como monitor municipal y asumió el entrenamiento del equipo de fútbol del Instituto de Carrús, logrando clasificarlo para la fase final del Campeonato de España en Asturias.

## Entrenador de balonmano

### Clubes
Se unió al Club Balonmano Elche en 1987, dirigiendo los equipos femeninos. En dos años, el equipo cadete alcanzó el cuarto lugar en España, y en tres temporadas (de 1988-1991) esa base fue la que le hizo llegar a División de Honor.
Desde 1990, fue un activista en la reivindicación de apoyo municipal para el deporte base, organizando movilizaciones y luchando por los derechos de los monitores deportivos.
Entrenó al equipo sénior del Club Balonmano Elche durante diez temporadas, alcanzando la primera división con tres ascensos y participando en la Copa de la Reina, la Copa ABF y las primeras participaciones en competiciones europeas del conjunto ilicitano (2009/10), dejando el banquillo en 2012.
En 2013 se hizo cargo del UCAM Murcia, llevando a la universidad murciana en dos años al Campeonato Universitario e, incluso, llegó a jugar la fase de ascenso a División de Honor.
En 2015 volvió al conjunto ilicitano para hacerse cargo de la dirección deportiva.
En 2018 se hizo cargo del Balonmano Elda CEE masculino en su intento de ascenso a la División de Honor Plata, abandonando el conjunto eldense en 2021 tras 77 partidos dirigidos.

### Selección valenciana
Fue llamado por la Federación Valenciana para entrenar a los equipos femeninos de las categorías juvenil y cadete, logrando que el equipo cadete se coronara Campeón de España en 1996.

### Selección española

#### Juveniles y júnior
Fue el seleccionador y entrenador del equipo juvenil que se proclamó Campeón de Europa en 1997 con estrellas en el banquillo como Pili García Martos, Silvia Navarro, Txibi Elejaga, Verónica Cuadrado, María Luján, Adriana López, Vanessa Arobes,...
En 2002 se alzó con el bronce en categoría júnior con la generación de 1983, con jugadoras como Cristina González, Patricia Elorza o Marta Mangué, además de Patricia Alonso o Nuria Benzal.

#### Selección absoluta
Participó en el Campeonato Europeo de Dinamarca, clasificando a la selección para el Mundial en Croacia, donde finalizó en quinto lugar, una hazaña histórica hasta la fecha. Además, llevó a la selección española a las Olimpiadas de Atenas, siendo la primera participación del balonmano femenino español en este evento (tras Barcelona'92). Dejó el banquillo nacional tras 45 internacionalidades entre el 2002 y el 2004.
Además fue el seleccionador durante los campeonatos mundiales de China y Hungría, así como seleccionador nacional universitario entre 1999 y 2002.

## Títulos y reconocimientos
- Diploma olímpico
- Medalla de oro, de plata y de bronce de la Federación Valenciana de Balonmano.
- Medalla de bronce al mérito deportivo de la Real Federación Española.
- Placa de plata del Ayuntamiento de Elche
- Dátil d’or de la Asociación de Informadores de prensa, radio y televisión de Elche (1999).

## Vida
Es diplomado en Relaciones Laborales por la Universidad Miguel Hernández, con formación como técnico superior en deportes y máster en gestión de Entidades Deportivas, dónde da clases.
Ha sido gerente del Patronato Municipal de Deportes y director de Deportes del Ayuntamiento de Elche.
Su hija, Andrea Aldeguer, también es entrenadora de balonmano y su hijo, Carles Aldeguer, es jugador